# Diario di bordo (album)
Diario di bordo, pubblicato nel 2005, è un album della cantante Spagna, inciso per l'etichetta NAR International.

## Tracce
1. Prova d'amore
2. A chi dice no
3. Anche solo per un istante
4. Day by day
5. Diario di bordo
6. Greta
7. Donna invisibile
8. Come un raggio di sole

## Classifiche
| Classifica (2005) | Posizione massima |
| ----------------- | ----------------- |
| Italia            | 62                |